# 麥科伊 (科羅拉多州)
麥科伊（英語：McCoy）是位於美國科羅拉多州伊格爾縣的一個人口普查指定地區。

## 地理
麥科伊的座標為39°54′58″N 106°43′31″W / 39.91611°N 106.72528°W，而該地最高點為海拔高度2044米（即6706英尺）。

## 人口
根據2010年美國人口普查的數據，麥科伊的面積為0.77平方千米，當中陸地面積為0.77平方千米，而水域面積為0.00平方千米。當地共有人口24人，而人口密度為每平方千米31人。